# Physalis caudella
Physalis caudella är en potatisväxtart som beskrevs av Standley. Physalis caudella ingår i släktet lyktörter, och familjen potatisväxter. Inga underarter finns listade i Catalogue of Life.